# Mekar Sari (Lirik)
Mekar Sari is een bestuurslaag in het regentschap Indragiri Hulu van de provincie Riau, Indonesië. Mekar Sari telt 1388 inwoners (volkstelling 2010).